# Mindestanforderungen an das Risikomanagement (VA)
Die Mindestanforderungen an das Risikomanagement (MaRisk (VA)) waren von 2009 bis 2015 die verbindliche Vorgabe der Bundesanstalt für Finanzdienstleistungsaufsicht (BaFin) für die Ausgestaltung des Risikomanagements in deutschen Versicherungsunternehmen.
Nach Abschluss des Konsultationsverfahrens, in dem die BaFin Stellungnahmen eingeholt hatte, wurde am 22. Januar 2009 im Rahmen des Rundschreibens 3/2009 die Endfassung der MaRisk veröffentlicht. Die MaRisk (VA) konkretisierten die § 64a und § 104s des deutschen Versicherungsaufsichtsgesetzes in der damaligen Fassung.
Die MaRisk (VA) wurde zum 1. Januar 2016 aufgehoben und durch die Umsetzung der Rahmenrichtlinie zum neuen europäischen Aufsichtsregime Solvabilität II in die nationale Gesetzgebung ersetzt. Die neuen Vorgaben sind in den §§ 23–32 Versicherungsaufsichtsgesetz geregelt.

## Sonstiges
Während die für das Versicherungswesen bestimmten MaRisk (VA) mittlerweile aufgehoben sind, haben die den Bankensektor betreffenden Mindestanforderungen an das Risikomanagement (BA), kurz MaRisk (BA), bis heute Gültigkeit. Seit Februar 2017 sind jedoch die übergreifenden Mindestanforderungen an die Geschäftsorganisation von Versicherungsunternehmen (MaGo) als BaFin-Auslegung der entsprechenden gesetzlichen Anforderungen in Kraft. Fielen Einrichtungen der betrieblichen Altersversorgung in den Anwendungsbereich der MaRisk (VA), so gibt es nun für diese spezielle MaGo.